# Taizémässa

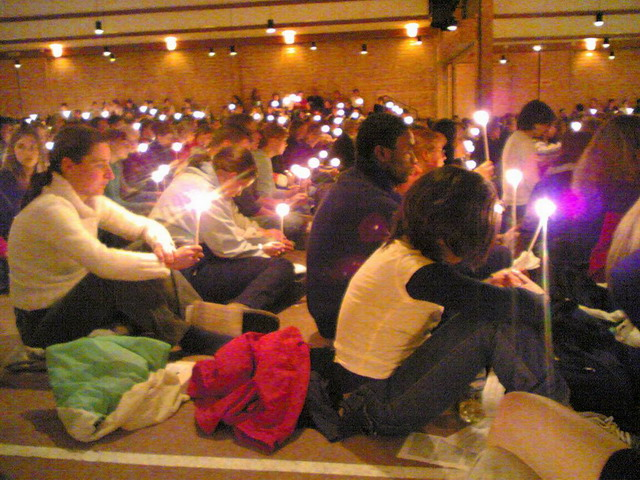
En ljusgudstjänst i Taizé

En taizémässa är en mässa (gudstjänst med nattvard) inspirerad av andaktslivet vid kommuniteten i Taizé. Generellt hålls ingen predikan, istället byggs mässan upp kring meditativa sånger, tystnad och textläsning.
Ett vanligt missförstånd är att den morgonbön med utdelning av redan invigt (konsekrerat) nattvardsbröd skulle vara den morgonmässa som bröderna firar i Taizé. Den ordinarie mässan där firas dock enligt romersk-katolsk ordning och har föregått morgonbönen vid vilken det finns möjlighet att ta emot det redan tidigare välsignade brödet.
Speciellt för en Taizémässa är sjungandet av speciella sånger från Taizé. Sångerna är korta, oftast bara en eller ett par fraser, och sången sjungs flera gånger i följd. Det finns Taizésånger på olika språk, och man sjunger antingen på originalspråket, eller på en översatt variant. Ofta finns även stämmor som vissa kan sjunga om de vill.